# Tuonela
Tuonela es el reino de los muertos o del mundo subterráneo en la mitología finlandesa, similar al Hades en la mitología griega. Tuonela, Tuoni, Manala y Mana se utilizan, a menudo, como sinónimos.

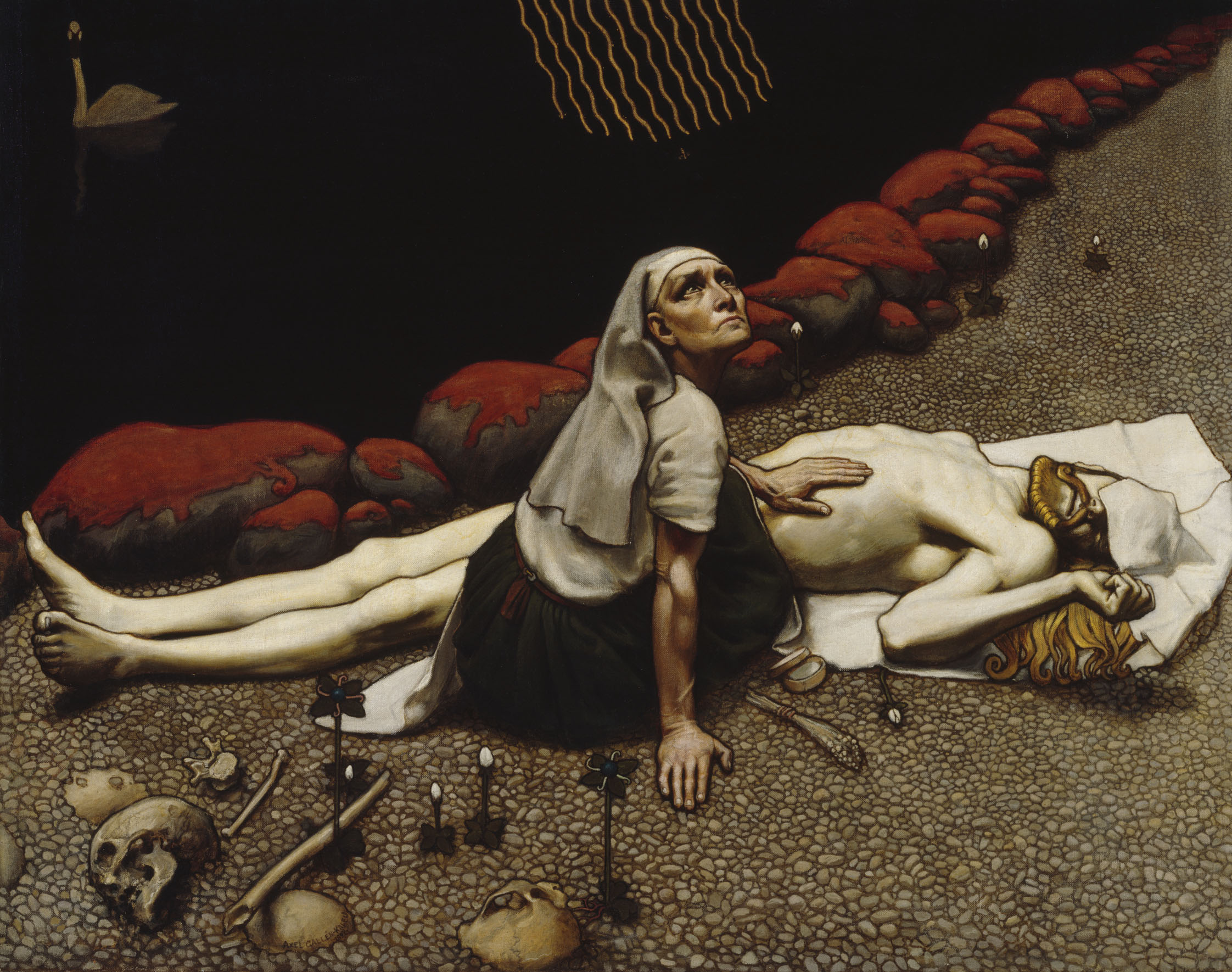
Akseli Gallen-Kallela: La madre de Lemminkäinen, con su hijo, en Tuonela.

Tuonela es conocido por la referencia que hace el Kalevala, el poema épico nacional finlandés, sobre su apariencia. En la decimosexta copla de esta epopeya, Väinämöinen, el héroe rapsoda, viaja a Tuonela para obtener conocimiento cabal de la muerte. En el viaje él conoce a la guía trasbordadora, (similar a Caronte del Hades),  pero en este caso, es una doncella joven, conocida como, la Niña de Tuonela (Tuonen Tyttö), que será quien lo conducirá, a través del río de Tuoni, en esta travesía por el inframundo. 
En la isla de Tuoni, sin embargo, Väinämöinen no logra obtener el conjuro que andaba buscando y después de una serie de peripecias y celadas que le interponen, las figuras dominantes del reino de las tinieblas, para que se quede, él alcanza a zafarse de ellas y escapa del lugar. Una vez que regresa al mundo de los vivos, él está presto a maldecir a cualquiera persona que intente entrar, en vida, en el dominio de la muerte.
La palabra griega Aδης (Hades) de los textos religiosos del Antiguo Testamento, ha sido traducida, como Tuonela,  en las versiones finlandesas que se han hecho de la Biblia. El cristianismo ha interpretado,  a menudo, el vocablo Tuonela,  como el lugar de descanso de los muertos, antes del Juicio Final. 
- Datos: Q304291
- Multimedia: Tuonela / Q304291